# Parco nazionale della Sierra Nevada
Il parco nazionale della Sierra Nevada (in spagnolo: Parque Nacional de Sierra Nevada) è un parco nazionale situato nelle province di Granada ed Almería, in Andalusia, nel sud-est della Spagna. Dichiarato parco nazionale il 14 gennaio 1999, si estende dall'Alpujarra a El Marquesado e alla valle di Lecrin, per una superficie totale d 85.883 ettari, che lo fa essere il più grande parco nazionale della Spagna.

## Geografia
Il parco include oltre 20 vette oltre i 3.000 metri della Sierra Nevada, tra cui il Mulhacén (3479 m), il Veleta (3396 m) e l'Alcazaba (3371 m).  Nel versante settentrionale della catena montuosa sorgono i fiumi Guadalquivir e i suoi affluenti maggiori Fardes e Genil. Al contrario, i fiumi che nascono nella parte ovest e sud scorrono verso il Mediterraneo: il Guadalfeo, con i suoi affluenti Dúrcal, Izbor, Trevélez e Poqueirawhich,l'Adra e l'Andarax con i rispettivi affluenti. Sempre nel versante sud e ovest si trovano la maggior parte dei quasi 50 laghi d'alta montagna della Sierra Nevada, molti dei quali sono anche le sorgenti di torrenti e fiumi. Gran parte del paesaggio, in particolare sopra 2.400 metri (che è stato il limite della neve perenne prima del periodo dell'Olocene), è stato modellato dall'azione dei ghiacciai, con conseguente caratteristiche valli a forma di U.

## Ambiente

### Flora e fauna[3][4][5]
Grazie alla sua posizione isolata nel sud dell'Europa, la flora e la fauna della Sierra Nevada sono unici. Durante l'ultima era glaciale, le specie si trasferirono a sud per sfuggire al clima più freddo del nord: quando il clima divenne di nuovo caldo, tali specie sono sopravvissute rifugiandosi in alta montagna. All'interno del parco nazionale sono state catalogate oltre 2.100 specie di piante, 116 delle quali sono classificate come minacciate e più di 60 delle quali sono endemiche e uniche per la zona.
Tra le specie minacciate vi è la Artemisia granatensis, una sub-specie della Genziana di Palude endemica della Sierra Nevada, e il Thalictrum alpinum. Una delle più emblematiche piante della Sierra Nevada è la stella delle nevi (Plantago nivalis). Ai margini del parco si trova il giardino botanico di Cortijuela, dove le specie endemiche della Sierra Nevada sono studiate e conservate.
Il parco ospita una nutrita popolazione di stambecchi (Capra pyrenaica hispanica), insieme ad altri mammiferi come cinghiale, martora, tasso e gatto selvatico. Specie native di uccelli includono aquila reale, aquila del Bonelli, gheppio, civetta, gufo reale, cardellino, serinus, ortolano, magnanina, monachella, pernice rossa e quaglie comuni.

## Attività
All'interno del parco nazionale è situata la stazione sciistica della Sierra Nevada, che è la più meridionale d'Europa e nel 1996 ospitò i campionati del mondo di sci alpino. Grazie all'alta altitudine, la stagione sciistica dura da novembre all'inizio di maggio.
Le più popolari basi per l'escursionismo nella Sierra Nevada sono Capileira, Trevélez, Monachil, Güéjar Sierra e Bubión. Relativamente facile è raggiungere le vette di Mulhacén e Veleta, mentre l'Alcazaba è leggermente più difficile da raggiungere. Sparsi per la Sierra Nevada vi sono una serie di rifugi di montagna ("refugios") ad uso degli escursionisti. Altre attività sono il parapendio e il bird-watching.